# 拉馬納縣
0°55′48″S 79°13′12″W / 0.93000°S 79.22000°W
拉馬納縣（西班牙語：Cantón La Maná），是厄瓜多爾的縣份，位於該國中部，由科托帕希省負責管轄，始建於1986年5月19日，面積647平方公里，2001年人口32,115，人口密度每平方公里49.64人。